# Américanisation
 (avril 2020).
Si vous disposez d'ouvrages ou d'articles de référence ou si vous connaissez des sites web de qualité traitant du thème abordé ici, merci de compléter l'article en donnant les références utiles à sa vérifiabilité et en les liant à la section « Notes et références ».
Ne doit pas être confondu avec Américanisation (immigration).
L’américanisation est un terme largement employé au XXe siècle pour décrire l’influence alors exercée par les États-Unis sur la vie des citoyens d’autres pays du monde, cette influence propageant tout ou partie des caractéristiques de la culture américaine avec la société de consommation.

## Connotations et contexte
L'américanisation est l'influence qu'exercent les États-Unis sur l'organisation économique et technique, les rapports sociaux, la culture et la morale, bref les conduites individuelles et collectives.
Selon le contexte d’emploi et les personnes, le terme peut recevoir une connotation négative ou positive. Pour ses détracteurs, il sous-entend souvent une idée d’acculturation et de menace pour les cultures traditionnelles. Un amalgame est souvent fait entre les incidences culturelles de l’américanisation et celles de la globalisation, perçues de concert comme tendant à uniformiser les modes de vie.

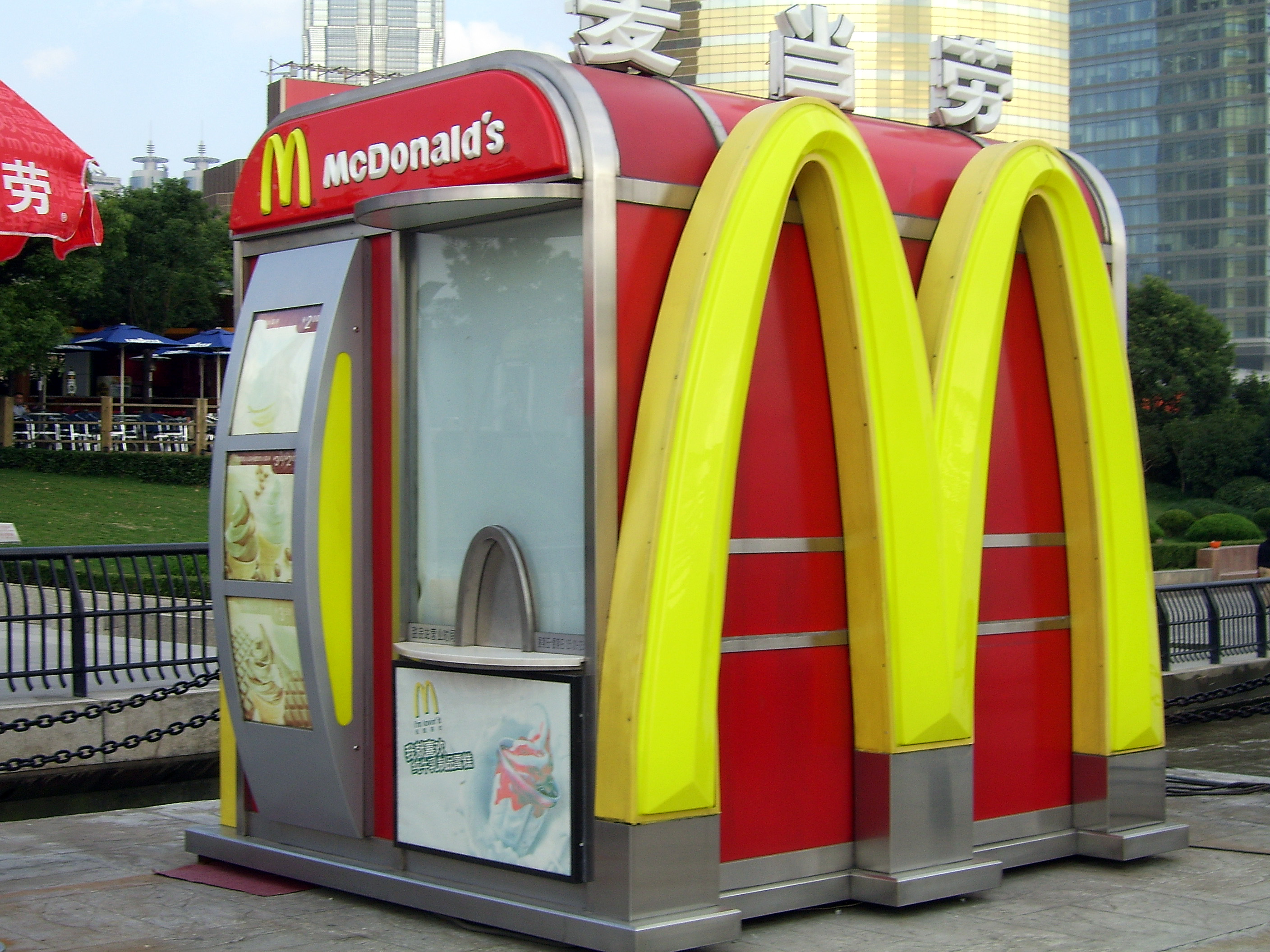
McDonald's à Shanghaï. Cette image illustre le phénomène de Mcdonaldisation de la société, qui lui-même a produit un vocabulaire propre aux États-Unis : les McWords.

Il est ardu de déterminer le degré et la persistance de ces influences et de percevoir si elles proviennent d’une volonté propre ou si elles sont induites. La situation de prééminence qu’a eue ce pays sur le plan géopolitique a longtemps rendu celles-ci incontournables et induit des comportements de critique ou l’assimilation.

## Facteurs
Un pays de taille importante et possédant une identité forte et une culture peut encliner à changer sous des influences extérieures[réf. nécessaire].
En revanche, un petit pays dont la langue n'est pas très connue à l'extérieur, peut s'ouvrir fortement à la culture américaine pour communiquer avec l'extérieur. Cela peut expliquer que les pays scandinaves ne traduisent pas les films en langue étrangère mais les sous-titrent. Une plaisanterie dit que la Suède est le pays le plus américanisé du monde, devant les États-Unis,.